# Ulrich Andreas Vogt
Ulrich Andreas Vogt (nascido em 6 de agosto de 1952) é um empresário alemão, diretor do Vogt-Gruppe. Ele era tenor na Opernhaus Dortmund e diretor fundador da Konzerthaus Dortmund.
Nascido em Dortmund, Vogt estudou no conservatório de piano e violino, planejando se tornar um músico. Quando seu pai morreu em 1974, ele assumiu a administração do negócio de serviços da família. Ele estudou negócios e simultaneamente voz com Elisabeth Grümmer . Desde 1979, ele foi tenor na Opernhaus Dortmund, depois sob a direção de Hans Wallat.

Em 1984, ele se aposentou como cantor para se concentrar no negócio Vogt-Gruppe for Facility management. Ele promoveu a construção do Konzerthaus Dortmund. Desde 1998, ele foi diretor da Dortmunder Konzerthaus GmbH, o edifício começou em 2000 e a casa foi inaugurada em 2002.